# Köpingsvik
Köpingsvik is een plaats in de gemeente Borgholm in het landschap en eiland Öland en de provincie Kalmar län in Zweden. De plaats heeft 609 inwoners (2005) en een oppervlakte van 110 hectare.
Köpingsvik is al een handelsplaats sinds de Vikingtijd (8e eeuw). Na de stichting van Borgholm en het verkrijgen van stadsrechten nam het belang van Köpingsvik af. Tegenwoordig zijn beide plaatsen zo goed als aan elkaar gegroeid. Toerisme is de belangrijkste inkomstenbron in het dorp, dat in de zomertijd duizenden gasten herbergt.
Het dorp ligt aan de Zweedse weg 136 en had voor 1960 een halteplaats aan de Ölandspoorlijn; voor 1947 droeg het in 1906 gebouwde stationnetje de naam Tingstal.
Åkerby-Lopperstad · Alböke · Äleklinta · Arbelunda · Askelunda · Åstad · Binnerbäck · Björkviken · Bläsinge · Borgehage · Borgholm · Bredsättra · Byrum · Byxelkrok · Bägby · Böda · Dalby · Djupvik · Djurstad · Dödevi · Egby · Enerum · Fagerum · Furuhäll-Blårör-Solbergamarken · Föra · Gillberga · Grankulla · Grankullavik · Greby · Greda · Gunnarslund · Gärdslösa · Hagby · Hagelstad · Hallnäs · Halltorp · Horn · Hässelby · Högenäs · Högsrum · Hörlösa · Ingelstad · Istad · Kalleguta · Kolstad · Kvarnstad · Källa · Källingemöre · Kårehamn · Köpingsvik · Lerkaka · Lilla Horn · Lindby · Lofta · Långlöt · Långöre · Löt · Löttorp · Marsjö · Mellböda och del av Böda · Melösa · Mörby · Nabbelund · Öjkroken · Ölands Bäck · Persnäs · Ramsättra · Runsten-Bjärby · Rälla · Rälla tall · Räpplinge · Sandby · Sandvik · Spjutterum · Stacketorp · Stenninge · Stora Rör · Störlinge · Sättra · Södvik · Sörby · Tjusby · Uggletorp · Vannborga · Vedborm · Vedby · Vedby